# Боднар Олег Ярославович
Олег Ярославович Боднар (1 вересня 1947, Перекоси — 14 жовтня 2023, Львів) — український архітектор-дизайнер, педагог. Доктор мистецтвознавства (1994), професор (1996). Дослідник в галузі експериментального проєктування, проблем сучасного дизайну та архітектури.
Понад 20 років (з перервою) — професор Львівської національної академії мистецтв (1986—1996; 2002—2013), з яких 9 років — завідувач кафедри менеджменту мистецтва. Майже 30 років (з перервою) — професор Національного університету «Львівська політехніка» (1996—2002; 2013—2023), завідувач відділення дизайну.
Автор понад 100 наукових робіт, низки реалізованих архітектурних проєктів у Львові, Івано-Франківську, Яворові, Стрию, селі Прилбичі.

## Життєпис
Народився 1 вересня 1947 року в селі Перекоси на Івано-Франківщині.
У 1972 році закінчив архітектурний факультет Львівського політехнічного інституту. Через рік розпочав викладацьку діяльність на кафедрі архітектури Львівського сільськогосподарського інституту.
У 1986 році закінчив аспірантуру Всесоюзного науково-дослідного інституту технічної естетики, захистивши кандидатську дисертацію на тему «Исследование формообразующих принципов конструктивной геометрии в творческой практике и пропедевтических курсах дизайна». Відтоді ж — старший викладач, пізніше — доцент та професор Львівської національної академії мистецтв (ЛНАМ).
У 1994 році здобув науковий ступінь доктора мистецтвознавства, захистивши дисертацію на тему «Проблема взаимосвязи геометрических пространственных представлений в искусствознании». З 1996 року — професор Інституту архітектури Національного університету «Львівська політехніка» (НУЛП). З 2002 року — професор кафедри дизайну інтер'єрів ЛНАМ, через два роки обійняв посаду завідувача кафедри менеджменту мистецтва.
З 2013 року — професор кафедри дизайну та основ архітектури Інституту архітектури НУЛП.
Помер на 77-му році життя 15 жовтня 2023 року. Похований на кладовищі міста Дубляни.

## Наукова діяльність
Автор понад 100 наукових робіт, низки реалізованих архітектурних проєктів сакральних об'єктів у Львові, Івано-Франківську, Яворові, Стрию, селі Прилбичі. Дослідник в галузі експериментального проєктування, проблем сучасного дизайну та архітектури.
Голова спеціалізованої вченої ради ЛНАМ, член спеціалізованої вченої ради Харківської державної академії дизайну та мистецтв.
Член-кореспондент Української академії наук (2009) та Національної академії мистецтв України, член Національної спілки архітекторів України.

## Науковий доробок (частковий)
- Исследование формообразующих принципов конструктивной геометрии в творческой практике и пропедевтических курсах дизайна: диссертация кандидата искусствоведения : 17.00.06. — Москва, 1986. — 259 с. : ил.
- Динамическая симметрия: [Геометр. интерпретация чисел Фибоначчи и золотого сечения как закономерностей формообразования в природе и искусстве] / О. Я. Боднар. — Львов: Ин-т прикл. пробл. механики и математики, 1990 (1991). — 68,[1] с. : ил.; 21 см.
- Проблема взаимосвязи геометрических пространственных представлений в искусствознании: дис. д-ра искусствоведения: 17.00.06 / Боднар Олег Ярославович ; Всероссийский НИИ технической эстетики. — М., 1994. — 248 с.
- Актуальні проблеми сучасної теорії дизайну / О. Боднар // Сучасні проблеми дослідження, реставрації та збереження культурної спадщини. — 2005. — Вип. 2. — С. 22-27.
- Формотворчий підхід до ідеї симетрії в сучасній сакральній архітектурі / О. Я. Боднар // МІСТ: Мистецтво, історія, сучасність, теорія. — 2009. — Вип. 6. — С. 24-28.
- Про архітектоніку античної культури: Новий кут зору (Рец. на: Пучков А.  А. Поэтика античной архитектуры / ИПСИ АИУ. — К., 2008) / О. Боднар // МІСТ: Мистецтво, історія, сучасність, теорія. — 2012. — Вип. 8. — С. 22-27.

## Нагороди
- Львівська обласна премія в галузі культури, літератури, мистецтва, журналістики та архітектури — за проєкт меморіальної композиції «Скнилівська трагедія» (Львів, 2004)
- нагрудний знак «За наукові досягнення»[1]